# گرینزبرگ (مجموعه تلویزیونی)
گرینزبرگ (انگلیسی: Greensburg) یک مجموعه تلویزیونی آمریکایی است که از شبکه تلویزیونی پلنت گرین شد. این نمایش در گرینزبرگ، کانزاس اتفاق می‌افتد و در مورد بازسازی شهر پس از پایایی با گردباد EF5 در مه ۲۰۰۷ است.